# توماس فراي
توماس فراي (بالإنجليزية: Thomas Frye)‏ هو قاضي أمريكي، ولد في 1666 في نيوبورت في الولايات المتحدة، وتوفي في 3 سبتمبر 1748 في East Greenwich, Rhode Island ‏ في الولايات المتحدة.